# Nemzetközi Zoológiai Nómenklatúrabizottság
A Nemzetközi Zoológiai Nómenklatúrabizottság (International Commission on Zoological Nomenclature, ICZN) egy szervezet, melynek feladata „az állandóság és érzékenység fenntartása az állatok tudományos elnevezésével kapcsolatban”. 1895-ben alapították, jelenleg 28 tagja van 20 országból, főként aktív zoológiai taxonómusok. A tagjait a Biológiai Tudományok Nemzetközi Uniója (International Union of Biological Sciences, IUBS) nagygyűlésein vagy más nemzetközi kongresszusokon részt vevő zoológusok választják meg. A bizottság munkáját egy, a Nemzetközi Zoológiai Nómenklatúratröszt (International Trust for Zoological Nomenclature, ITZN) nevű jótékonysági szervezet által létrehozott kis titkárság támogatja, amely a londoni Természetrajzi Múzeumban található. A bizottság támogatja a zoológiai közösséget „az állatok tudományos elnevezéseinek létrehozásában, és a helyes használatukkal kapcsolatos információk terjesztésében”.
Az ICZN jelenteti meg a hivatalos szabályokat tartalmazó (röviden „A Kódex” néven is ismert) Zoológiai Nevezéktan Nemzetközi Kódexét, ami „egyetemesen elfogadott irányelv valamennyi állatnak tekintett élőlény tudományos nevének használatához”. A bizottság emellett döntőbíróként szabályokat alkot a tudomására jutó egyedi problémákra vonatkozóan, amikre az olyan vitás eseteknél lehet szükség, amelyeknél a Kódex pontos betartása gátolja a használat állandóságát (például egy megőrzött név esetében). E szabályok megjelentetésére szolgál a Zoológiai Nevezéktani Közlöny (Bulletin of Zoological Nomenclature).
A ZooBank az ismert állatfajok tudományos neveinek hivatalos nyilvántartása, amely 2006. augusztus 10-e óta érhető el.

## Kapcsolódó szócikk
- Algák, Gombák és Növények Nevezéktanának Nemzetközi Kódexe

## Fordítás
- Ez a szócikk részben vagy egészben az International Commission on Zoological Nomenclature című angol Wikipédia-szócikk ezen változatának fordításán alapul.  Az eredeti cikk szerkesztőit annak laptörténete sorolja fel. Ez a jelzés csupán a megfogalmazás eredetét és a szerzői jogokat jelzi, nem szolgál a cikkben szereplő információk forrásmegjelöléseként.